# Rupes Recta

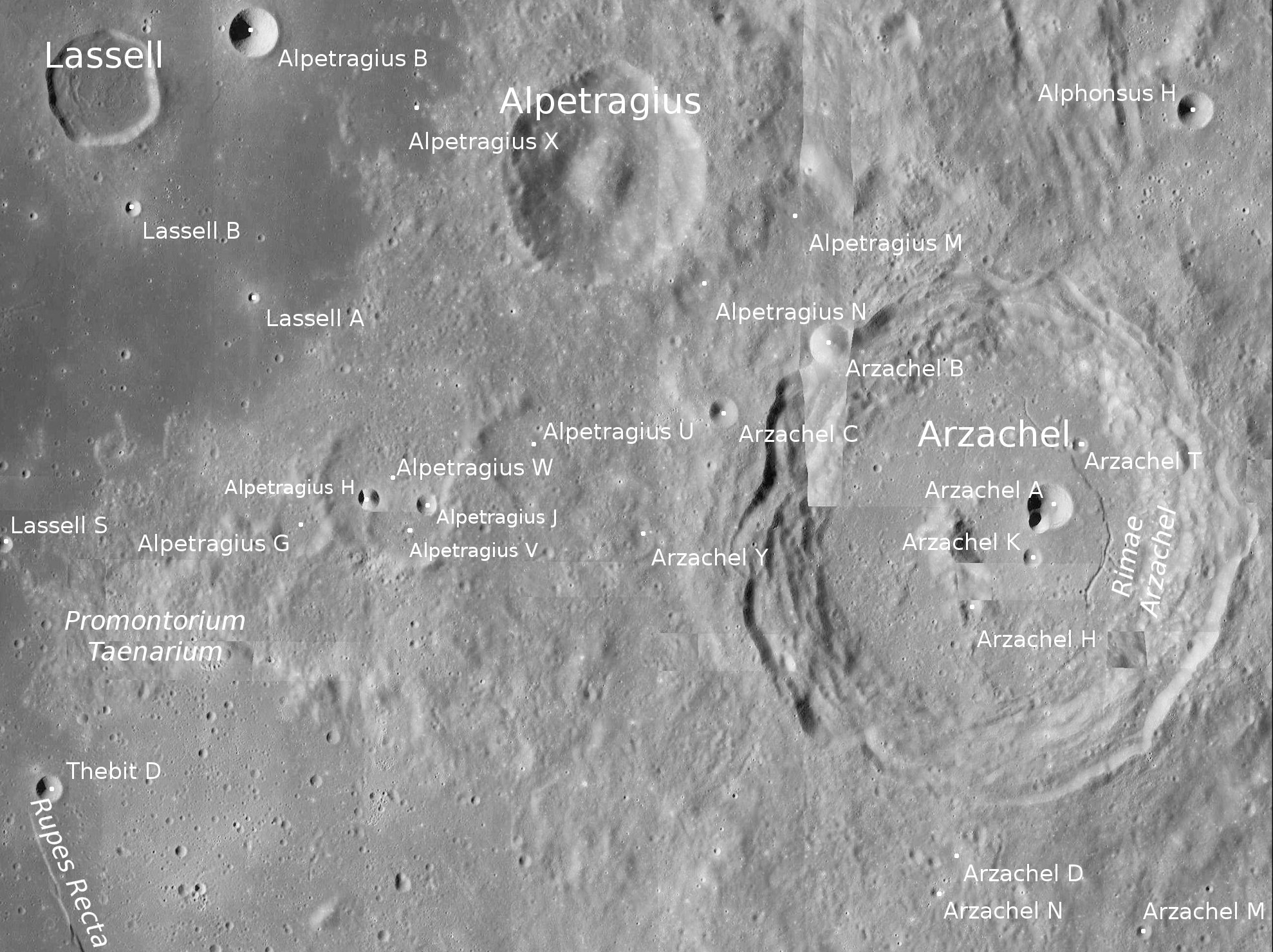
Severní část Rupes Recta se nachází v levém spodním rohu fotografie.

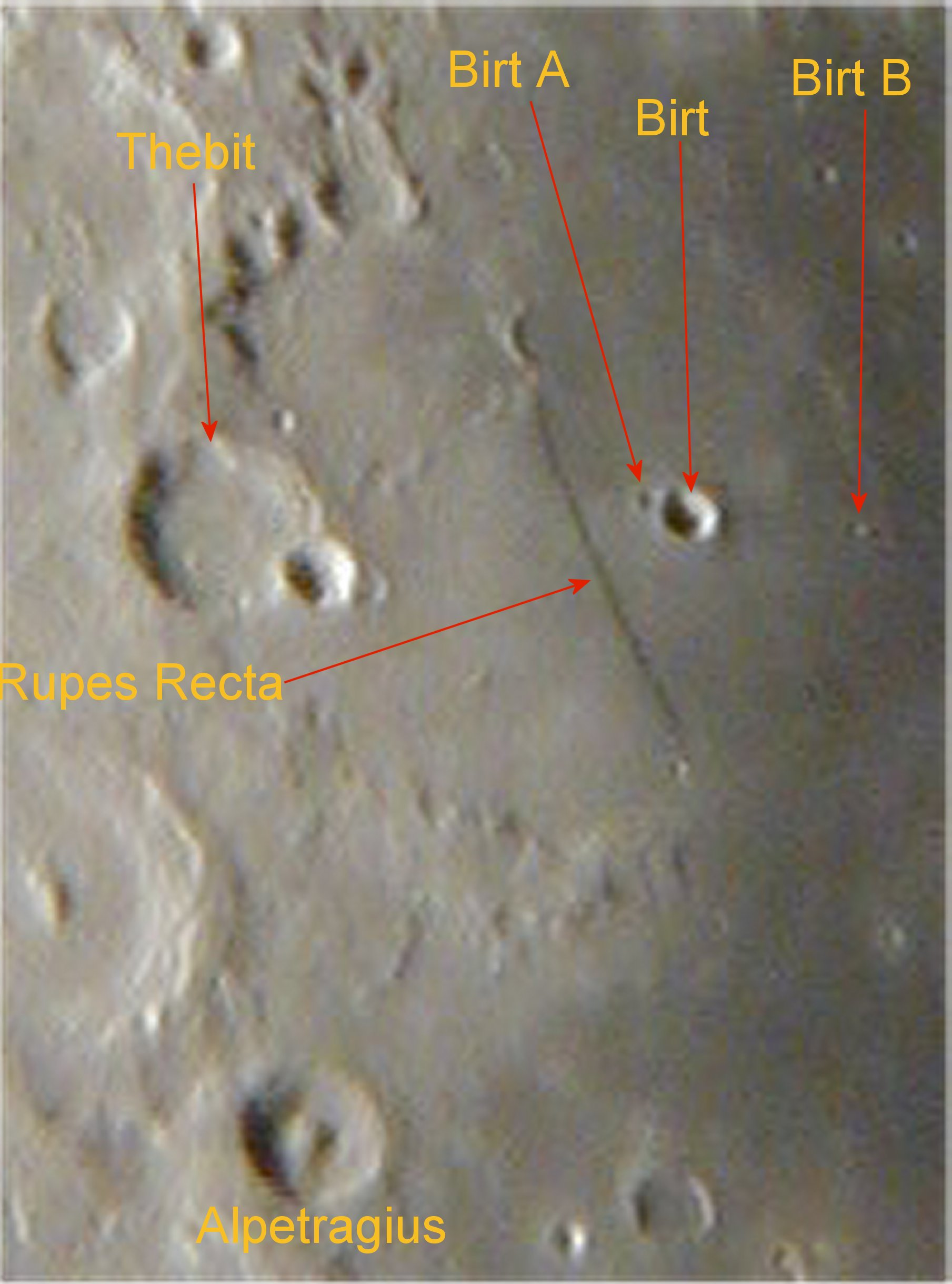
Poloha zlomu Rupes Recta (jih je v horní části snímku).

Rupes Recta (česky Přímý zlom) je měsíční zlom nacházející se poblíž kráteru Birt ležícího v Mare Nubium (Moře oblaků) na přivrácené straně Měsíce. Je to nejznámější zlom na Měsíci, dříve se nazýval též „Straight Wall“ (Přímá stěna) nebo Val Beta. Je to oblíbený cíl pro amatérské astronomy, jeho střední selenografické souřadnice jsou 21,7° J, 7,7° Z. Táhne se od malého kráteru Thebit D u mysu Promontorium Taenarium přibližně 110 km na jihojihovýchod. Souběžně s ním se na západě táhne kratší brázda Rima Birt. Mezi touto brázdou a zlomem leží kráter Birt (od zlomu západně).
Když jej Slunce osvětluje pod šikmým úhlem, Rupes Recta vrhá široký stín, který působí dojmem, že se jedná o strmý sráz. Zlom je však široký 2-3 km a vysoký cca 240-300 metrů, tudíž se nejedná o příkrý sráz (jak to vypadá při pohledu na něj), ale o mírný svah se sklonem, který nepřesahuje 20°. Při východu Slunce vrhá zlom široký stín dobře patrný i malým dalekohledem, při západu září jako tenká bílá čára.
Velký kráter Thebit se nachází východně od zlomu.